# Konstytucja Erytrei
Konstytucja Erytrei – ustawa zasadnicza Erytrei. Konstytucję uchwalono 23 maja 1997 roku. Do dziś nie została wprowadzona w życie.
Rząd tymczasowy Erytrei rozpoczął pracę nad konstytucją w 1993 roku. W projekcie znalazły się m.in. regulacji prawne dotyczące partii politycznych oraz przeprowadzania wyborów do rządu konstytucyjnego. 
Konstytucja określiła funkcjonowanie Erytrei: głową państwa i szefem rządy jest wybierany na 5-letnią kadencję prezydent. Prezydenta wybiera Komitet Centralny Ludowego Frontu na Rzecz Demokracji i Sprawiedliwości. Komitet Centralny wybiera także jednoizbowe Zgromadzenie Narodowe liczące 150 członków, którego przewodniczącym jest prezydent. Nowa konstytucja uniemożliwiła tworzenie partii politycznych na podstawie przynależności etnicznej lub religijnej. Konstytucja zapewnia wolność religijną, lecz państwo nie przestrzega tego prawa.
Pomimo powstania konstytucji, która określa podstawowe zasady demokratyczne i zapewnia przestrzeganie praw człowieka, rząd z Isajas Afewerki na czele systematycznie łamie prawa człowieka.